# Fimbristylis warmingii
Fimbristylis warmingii är en halvgräsart som först beskrevs av Johann Otto Boeckeler, och fick sitt nu gällande namn av Gustaf Oskar Andersson Malme. Fimbristylis warmingii ingår i släktet Fimbristylis och familjen halvgräs. Inga underarter finns listade i Catalogue of Life.